# Cosmos 381
Ionosfernaya o Cosmos 381 fue un satélite artificial soviético lanzado el 2 de diciembre de 1970 a bordo de un cohete Kosmos 3 desde el cosmódromo de Plesetsk. Un intento de lanzamiento anterior, el 27 de diciembre de 1969, terminó en fracaso.
Ionosfernaya fue destinado a realizar estudios de la ionosfera. Tenía forma de cilindro de 2,035 m de diámetro, con la superficie recubierta de células solares y radiadores. La orientación se conseguía mediante un mástil extensible, de manera pasiva, utilizando el gradiente gravitatorio.